# Ла Прери (Минесота)
Ла Прери (енгл. La Prairie) град је у америчкој савезној држави Минесота.

## Демографија
По попису из 2010. године број становника је 665, што је 60 (9,9%) становника више него 2000. године.
| Група             | 2000.       | 2010.       |
| Белци             | 595 (98,3%) | 604 (90,8%) |
| Афроамериканци    | 0 (0,0%)    | 4 (0,6%)    |
| Азијати           | 0 (0,0%)    | 0 (0,0%)    |
| Хиспаноамериканци | 0 (0,0%)    | 6 (0,9%)    |
| Укупно            | 605         | 665         |